# Roßfeld (Göllstock)
Le Roßfeld est une montagne culminant à 1 537 mètres d'altitude dans le chaînon du Göllstock dans le massif des Alpes de Berchtesgaden, à la frontière entre l'Allemagne et l'Autriche.

## Géographie

### Situation
Le Roßfeld forme la crête nord de l'arête du Göllstick entre la Salzach et la Berchtesgadener Ache, séparant ainsi les bassins. Le flanc ouest s'étend dans l'arrondissement du Pays-de-Berchtesgaden sur une partie de la commune allemande de Berchtesgaden et du secteur non constitué en municipalité d'Eck. Le flanc oriental appartient à Weißenbach et Gasteig, villages de la commune autrichienne de Kuchl.

### Topographie
Dans la vallée de la Salzach, descendant librement de 1 000 m, le Roßfeld se présente dans le cadre montagneux du bassin de la vallée de Berchtesgaden et est doucement en dôme et s'installe dans la vallée[pas clair]. Au sud, il commence sur la crête ouest entre le sommet principal (Hoher Göll) et le Kehlsteinhaus. Ensuite, la crête appelée Hahnenkamm s'étend du Ahornbüchsenkopf (1 604 m d'altitude) jusqu'au sommet du Roßfeld. Au nord, se trouve le Zinkenkopf (1 336 m d'altitude).

### Géologie
Le Roßfeld est une motte de grès caillouteux et de marne sablonneuse qui jouxte les masses calcaires du Göll, qui est appelée la formation de Roßfeld. Elle date du Crétacé inférieur, une période entre le Hauterivien et le Barrémien il a environ 130 millions d'années. Directement à l'ouest du sommet se trouve un autre résidu de pli contenant de la dolomie du Ladinien et du Haselgebirge du Lopingien.
La formation de Roßfeld s'étend vers le nord le long de la vallée de la Salzach, se trouve également à l'est de Kuchl et Golling jusqu'au bord des Alpes, comme dans la vallée de la Saalach, par exemple le Steinplatte.

## Ascension
La Roßfeld et ses pâturages sont traversés par la Roßfeldhöhenringstraße jusqu'au sommet. La route panoramique à péage mène à l'est de la crête de Hahnenkamm, bien que la route privée allemande soit en partie sur le territoire autrichien et offre une large vue sur les contreforts de Salzbourg et les Alpes calcaires jusqu'aux montagnes du Dachstein.